# Niederanven

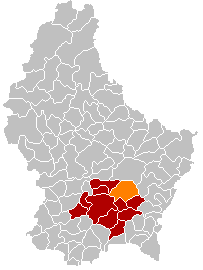
Niederanven markerad med orange i karta över Luxemburg

Niederanven är en kommun och en stad i centrala Luxemburg.   Den ligger i kantonen Luxemburg och distriktet Luxemburg, i den centrala delen av landet, 10 km öster om huvudstaden Luxemburg. Antalet invånare är 5 663. Arean är 41 kvadratkilometer.
Terrängen i Niederanven är huvudsakligen lite kuperad.